# Octomeria geraensis
Octomeria geraensis là một loài thực vật có hoa trong họ Lan. Loài này được (Barb.Rodr.) Barb.Rodr. mô tả khoa học đầu tiên năm 1882.